# Apsara Sakbun
Apsara Katarina Sakbun (en camboyano: សាក់ប៊ុន អប្សរា កាតារីណា, romanizado: Sakboun Absaara Katarina; Terre Haute, 21 de febrero de 2001) es una nadadora estadounidense-camboyana. Clasificó para representar a Camboya en los Juegos Olímpicos de París 2024.

## Biografía
Sakbun nació y creció en Terre Haute (Indiana). Su padre es un inmigrante camboyano en los EE. UU., mientras que su madre emigró a los EE. UU. desde Jamaica. Su hermana Haley también es nadadora, mientras que su hermano Brandon fue elegido alcalde de Terre Haute en 2023. Al crecer, participó en varios deportes, incluidos tenis, atletismo, gimnasia y danza, antes de centrarse únicamente en la natación competitiva en la escuela secundaria.
Sakbun asistió al instituto Terre Haute South Vigo y compitió durante cuatro años en eventos de estilo libre y espalda. Fue una selección de todas las conferencias y de todos los estados y ganó dos campeonatos seccionales en 100 espalda y uno en 100 estilo libre. En el Sur de Vigo batió récords en los 50 libre, 100 libre, 100 espalda y 200 espalda. Se comprometió a nadar en la universidad para los Ball State Cardinals.
Como estudiante de primer año en Ball State en 2019-20, Sakbun ayudó a establecer el récord de relevos de 200 estilo libre de la escuela y quedó décimo en el Campeonato de la Mid-American Conference (MAC) en los 50 estilo libre. Fue nombrada Academic All-MAC en 2020-21 y quedó quinta en el Campeonato MAC en 50 estilo libre. Repitió como selección Académica All-MAC en 2021-22 y fue parte del equipo de relevos que estableció récords escolares en los 200 relevos combinados y 800 relevos estilo libre. Ganó su tercera selección Academic All-MAC en 2022-23 y ayudó a batir récords del programa en los 400 relevos estilo libre y 200 relevos estilo libre. Para 2023, Sakbun apareció en los libros de récords escolares 15 veces.
En 2023, Sakbun participó en los Juegos del Sudeste Asiático representando a Camboya, donde estableció récords nacionales en tres eventos diferentes. Ese año, se mudó de Terre Haute a Charlotte, Carolina del Norte, y se convirtió en analista de operaciones para Wells Fargo. En Carolina del Norte, se unió al Dowd YMCA y entrenó seis días a la semana. En 2024, Camboya clasificó a una nadadora para los Juegos Olímpicos de París 2024 y se notificó a Sakbun que ella era la mejor opción para ocupar el lugar; ella aceptó, aunque si se hubiera negado, su hermana habría competido en los Juegos Olímpicos. Fue seleccionada para competir en la prueba de 50 m estilo libre en los Juegos Olímpicos.